# رباعيات الخيام (أغنية)
رباعيات الخيام هي أغنية من أداء أم كلثوم، ومن كلمات عمر الخيام وترجمة أحمد رامي، أنتجت عام 1950، ولحن رياض السنباطي، الأغنية كانت على مقام الراست الموسيقي.

## كلمات
سمعتُ صوتاً هاتفاً في السحر

نادى من الغيب غفاة البشر

هبوا املأوا كأس المنى

قبل أن تملأ كأسَ العمر كفُّ الَقَدر
لا تشغل البال بماضي الزمان

ولا بآتي العيش قبل الأوان

واغنم من الحاضر لذاته

فليس في طبع الليالي الأمان

غَدٌ بِظَهْرِ الغيب واليومُ لي

وكمْ يَخيبُ الظَنُ في المُقْبِلِ

ولَسْتُ بالغافل حتى أرى

جَمال دُنيايَ ولا أجتلي

القلبُ قد أضْناه عِشْق الجَمال

و الصَدرُ قد ضاقَ بما لا يُقال

يا ربِ هل يرضيك هذا الظَمأ

والماءُ يَنْسابُ أمامي زلال

أولى بهذا القلبِ أن يَخْفِق

وفي ضِرامِ الحُبِّ أنْ يُحرَق

ما أضْيَعَ اليومَ الذي مَرَّ بي

من غير أن أهْوى وأن أعْشَق

أفِقْ خَفيفَ الظِلِ هذا السَحَر

نادى دَعِ النومَ وناغِ الوَتَر

فما أطالَ النومُ عُمرأ

ولا قَصَرَ في الأعمارَ طولُ السَهَر

فكم تَوالى الليل بعد النهار

وطال بالأنجم هذا المدار

فامْشِ الهُوَيْنا إنَّ هذا الثَرى

من أعْيُنٍ ساحِرَةِ الاِحْوِرار

لا توحِشِ النَفْسَ بخوف الظُنون

واغْنَمْ من الحاضر أمْنَ اليقين

فقد تَساوى في الثَرى راحلٌ غداً

وماضٍ من أُلوفِ السِنين

أطفئ لَظى القلبِ بشَهْدِ الرِضاب

فإنما الأيام مِثل السَحاب

وعَيْشُنا طَيفُ خيالٍ فَنَلْ

حَظَكَ منه قبل فَوتِ الشباب

لبست ثوب العيش لم اُسْتَشَرْ

وحِرتُ فيه بين شتى الفِكر

وسوف انضو الثوب عني ولم

أُدْرِكْ لماذا جِئْتُ أين المفر

يا من يِحارُ الفَهمُ في قُدرَتِك

وتطلبُ النفسُ حِمى طاعتك

أسْكَرَني الإثم ولكنني

صَحَوْتُ بالآمال في رَحمَتِك

إن لم أَكُنْ أَخلصتُ في طاعتِك

فإنني أطمَعُ في رَحْمَتِك

وإنما يَشْفعُ لي أنني

قد عِشْتُ لا أُشرِكُ في وَحْدَتِك

تُخفي عن الناس سنا طَلعتِك

وكل ما في الكونِ من صَنْعَتِك

فأنت مَجْلاهُ وأنت الذي

ترى بَديعَ الصُنْعِ في آيَتِك

إن تُفْصَلُ القَطرةُ من بَحْرِها

ففي مَداهُ مُنْتَهى أَمرِها

تَقارَبَتْ يا رَبُ ما بيننا

مَسافةُ البُعْدِ على قَدرِها

يا عالمَ الأسرار عِلمَ اليَقين

وكاشِفَ الضُرِّ عن البائسين

يا قابل الأعذار عُدْنا إلى

ظِلِّكَ فاقْبَلْ تَوبَةَ التائبين

## حفلات أُلقيت بها
- حديقة الأزبكية 1953-01-01
- حديقة الأزبكية 1954-05-06
- حديقة الأزبكية 1955-01-06
- حديقة الأزبكية 1955-03-03
- سينما ريفولي 1955-04-21
- مسرح اللاييك- جمعية المبرة 1955-06-27
- مسرح اليونسكو - بيروت 1955-08-25
- لبنان بيسين عالية 1955-08-29
- سينما دمشق 1955-09-17
- حديقة الأزبكية 1955-12-01
- نادى هيليوبوليس بمصر الجديدة 1956-03-04
- حديقة الأزبكية 1956-04-05
- حديقة الأزبكية 1957-02-07
- نادي ضباط مصر الجديدة 1957-07-23
- مسرح معرض دمشق الدولي 1957-08-06
- حديقة الأزبكية 1958-03-06
- مسرح معرض دمشق الدولي 1958-08-04
- حديقة الأزبكية 1959-02-22
- حديقة الأزبكية 1960-02-04
- حديقة الأزبكية 1961-03-02
- مسرح محمد الخامس المغرب 1968-03-12